# Hobbit
Pour les articles homonymes, voir Hobbit (homonymie).
Les Hobbits, également appelés Semi-hommes ou Periannath en langue elfique, forment un des peuples d'Hommes vivant en Terre du Milieu, dans le légendaire de l'écrivain britannique J. R. R. Tolkien. Ils apparaissent pour la première fois dans le roman Le Hobbit et sont mentionnés dans Le Silmarillion, mais leur histoire est principalement racontée dans le roman Le Seigneur des anneaux, et plus particulièrement dans le prologue consacré aux Hobbits et à leur pays, La Comté.
Dans le cadre de ces récits, les Hobbits se caractérisent par leur petite taille, leur pieds à l'abondante pilosité, leurs oreilles légèrement pointues et leur visage rubicond. Avant d'arriver dans le Comté au milieu du Troisième Âge, ils vivaient dans les vallées de l'Anduin, et se divisaient en trois branches : les Peaublêmes, les Fortauds et les Piévelus. Ils accordèrent de moins en moins d'importance aux affaires du monde extérieur, et vécurent en paix jusqu'à la Guerre de l'Anneau, quand le magicien Saroumane envahit la Comté.
Tolkien en créant les Hobbits semble avoir puisé en partie son inspiration du livre pour enfants d'E. A. Wyke-Smith, The Marvellous Land of Snergs, où apparaissent des créatures semblables, les Snergs. Dans un premier temps, Tolkien ne souhaite pas développer davantage ces personnages, mais le succès du Hobbit pousse son éditeur Stanley Unwin à lui demander une suite, et il commence à écrire Le Seigneur des anneaux, ce qui l'oblige à développer l'histoire de cette race,.
Ces personnages sont présents dans d'autres univers fantastiques, mais parfois sous d'autres dénominations, afin de ne pas plagier l'œuvre de Tolkien : halfelins, halflings, petites gens, semi-hommes, etc.

## Description
« Représentant d'un peuple imaginaire, variété de petite taille de l'espèce humaine, qui donnait à ses membres ce nom (signifiant « habitant des trous »), membres qui étaient toutefois appelés Semi-Hommes par les autres peuples, puisque leur taille atteignait la moitié de celle d'un homme ordinaire. »

— J. R. R. Tolkien
Tolkien décrit les Hobbits comme un peuple apparenté à la race des Hommes : 

« Il semble en effet (même s’ils se sont beaucoup éloignés par la suite) que les Hobbits nous sont apparentés : ils sont bien plus proches de nous que les Elfes, ou même les Nains. Jadis, ils parlaient les langues des Hommes, à leur manière, et avaient à peu près les mêmes goûts et les mêmes aversions que les Hommes. Mais il n’est plus désormais possible de découvrir la nature exacte de cette parenté. L’apparition des Hobbits remonte à très loin, aux Jours Anciens qui sont aujourd’hui perdus et oubliés. »

— J. R. R. Tolkien.

« Les Hobbits sont, bien entendu, vraiment conçus comme une branche du peuple spécifiquement humain (ce ne sont ni des Elfes ni des Nains) ; par conséquent les deux espèces peuvent vivre ensemble (comme à Bree) et sont simplement dénommées les Grandes Gens et les Petites Gens »

— Lettre à Milton Waldman, J. R. R. Tolkien.
La principale caractéristique physique qui distingue les Hobbits est leur petite taille, entre soixante et cent trente  centimètres. À cause de leur taille proche du mètre, approximativement la moitié de la stature des Dúnedain, ils sont appelés par ces derniers et par les hommes du Gondor Demi-hommes (Halfling dans la version originelle anglaise) et Semi-hommes dans la première traduction) et Periannath en sindarin. Les autres caractéristiques physiques particulières des Hobbits sont leur pilosité abondante sur le dessus du pied, leur absence de barbe, leurs cheveux frisés et souvent bruns, leurs oreilles légèrement pointues, comme celles des Elfes.
Les Hobbits atteignent leur majorité à 33 ans et vivent en moyenne 80 ans mais ce n'est pas rare qu'un hobbit dépasse les 100 ans. Le Vieux Touc (Gerontius Touc de son vrai nom) vécut jusqu'à 130 ans et Bilbon Sacquet vécut jusqu'à au moins 131 ans.
Ils ont aussi d'habitude une figure rubiconde, ronde et ouverte, à cause de leur penchant pour la nourriture, la boisson et une vie sédentaire. Leur alimentation est basée sur six repas par jour en quantité abondante. Ils apprécient spécialement la bière et fumer la pipe, un art que, selon le légendaire de Tolkien, ils ont eux-mêmes inventé avant de l'enseigner aux Hommes de la Terre du Milieu.
Les Hobbits n'ont pas besoin d'utiliser des chaussures, puisque leurs pieds sont recouverts d'un cuir naturel qui les protège. Ils sont habiles avec leurs mains et ils se consacrent principalement à l'agriculture, à cause de la fertilité et de l'abondance de la Comté. Avant d'habiter ces terres, les Hobbits avaient l'habitude de parler les langues qu'utilisaient les Hommes avec lesquels ils étaient en contact. Cependant, après leur voyage à travers l'Eriador, ils adoptèrent la Langue Commune, l'occidentalien, apprise des Dúnedain, bien qu'ils conservent des mots venus d'une langue antérieure très semblable au rohirrique.
Ils ont l'habitude de vivre dans des trous qu'ils creusent dans le sol et qu'ils équipent comme une maison normale. En fonction de la richesse de la famille, la maison peut n'avoir aucune, une ou plusieurs fenêtres, rondes, de même que la porte. Les Hobbits les plus riches construisent des versions plus luxueuses de ces trous, appelées smials, comme des tunnels ramifiés. Parmi les plus grands smials, il y a Cul-de-Sac (Bag-End) à Hobbiteville et Castel Brandy (Brandyhall) à Fertébouc. Les Hobbits construisent aussi des maisons au-dessus du sol, mais elles sont peu usitées.
Les Hobbits se caractérisent de plus par leur nature aimable et pacifique, ils détestent les guerres. Ils n'ont pas l'habitude d'utiliser les armes pour leur usage normal, qu'ils utilisent comme décorations pour leurs maisons, ou comme mathoms. Ce sont de bons vivants, amateurs d’herbe à pipe, de bière et de bonne chère. Ils sont accueillants mais se dissimulent souvent aux étrangers. Ils sont très hospitaliers et organisent des fêtes en toute occasion. Ils sont généreux et, pour eux, recevoir un cadeau est un véritable plaisir. Ils aiment d’ailleurs tellement festoyer qu’ils s’attablent souvent six fois par jour. Ils sont très habiles de leurs mains et fabriquent toutes formes d’outils, de meubles ou d’objets d’ornement pour leur confort.
Ils sont toujours joyeux et aiment d’ailleurs se parer de couleurs très vives comme le jaune ou le vert. La population hobbite est composée en grande partie de travailleurs manuels, et reste très pauvre en érudits, si ce n’est les experts en généalogie, dont ils sont très friands.

## Branches distinctes
Quand les Hobbits vivaient dans le Val de l'Anduin, ils étaient séparés en trois branches distinctes, avec des caractéristiques différentes.
- les Piévelus (Harfoots en anglais, Pieds velus dans la première traduction) : ils sont les plus bruns de peau, les plus petits. Imberbes, ils vivent plus volontiers dans les hautes terres et les collines. C’est la branche hobbite la plus nombreuse. Ce sont les premiers à migrer du Val d'Anduin en 1050 du Troisième Âge. De leurs relations passées avec les Nains, ils ont gardé l’habitude de vivre dans des habitations souterraines (« smials »).
- les Fortauds (Stoors en anglais, Forts dans la première traduction) :  ils sont plus larges, plus lourds. Leurs mains et leurs pieds sont plus grands et ils préfèrent vivre sur des terrains plats et aux bords des rivières ; ils sont les seuls à ne pas avoir peur de l’eau et à savoir nager. Ils sont également les seuls à avoir un soupçon de barbe et sont moins intimidés par les Hommes que les Piévelus. Ils quittèrent plus tardivement les bords de l’Anduin pour l’Eriador (1150 du Troisième Âge) et s’installèrent au sud, sur les rives de la rivière Bruinen (ou Bruyandeau) avant de remonter vers le Nord.
- les Peaublêmes (Fallohides en anglais, Pâles dans la première traduction) : c'est le groupe le moins nombreux, caractérisé par leur peau et leurs cheveux pâles, leur haute taille et leur finesse. Ils aiment les arbres et les forêts, préfèrent la chasse à l'agriculture et s'entendent bien avec les Elfes. Ils sont habiles à la parole et aiment chanter.

Les trois branches restèrent séparées un temps à leurs arrivées en Eriador, avant de se réunir dans la Comté, se mêlant et rendant moins visibles ces différences, bien que certaines puissent encore être appréciées à la fin du Troisième Âge : les familles Touc, Brandibouc et Bolgeurre ont notoirement du sang de Peaublêmes.

## Étymologie
Le nom que les Hobbits se donnent à eux-mêmes en occidentalien, la langue commune de la Terre du Milieu, est kuduk, une contraction de la forme plus ancienne kud-dukan, qui signifie « habitants des trous » et qui se conserve en rohirrique, la langue de Rohan que Tolkien transcrivit au moyen de l'anglo-saxon, avec laquelle les Hobbits entrèrent en contact aux temps passés. Au sein de la fiction de Tolkien, l'occidentalien est représenté au moyen de l'anglais moderne. Dans cette langue, le terme hobbit est utilisé, possible forme avilie du mot anglo-saxon holbytla, qui signifie « habitant des trous ».
Il n’y a pas ou plus de langue hobbite, ceux-ci ayant adopté le langage des Hommes. Toutefois, un certain nombre de mots leur sont propres (mathom, smial…), mais d’aucuns pensent qu’ils les ont hérités de leur passé linguistique d'avant leur migration. Les Hobbits se sont eux-mêmes nommés ainsi, tandis que les Hommes les surnomment Halflings (Demi-Hommes), dénomination récusée par les intéressés de par sa connotation péjorative. Les Elfes les nomment Periannath (Perian au singulier, qui signifie Demi-Homme). Les Rohirrim les nomment holbytla (« bâtisseur souterrain »). C’est probablement de ce mot que tire son origine le nom « hobbit », à l’époque où les Demi-Hommes vivaient plus au Sud.

## Histoire interne
L'origine des Hobbits remonte aux Jours Anciens, mais ils n'apparaissent dans les Annales de l'Histoire qu'à la fin du premier millénaire du Troisième Âge. On les trouve vivant dans le Val de l'Anduin en contact plus ou moins proche avec des Hommes du Nord, dont ils ont adopté la langue. Entre 1050 et 1150 T.A., l'augmentation du nombre d'Orientais qui préparaient une attaque contre le Gondor et l'apparition d'une ombre dans la Forêt de Grand'Peur, nulle autre que Sauron, causent une première vague de migration des Hobbits :
Les Piévelus sont les premiers à traverser les Montagnes de Brume,, s'établissant dans les terres proches d'Amon Sûl, le Montauvent, alors même que leurs cousins sont encore dans le Val de l'Anduin. Cependant, les Peaublêmes ont fui leurs territoires en lisière de forêt, et se sont installés plus au nord. Mais cent ans plus tard, ils se sentent contraints de fuir le Val ; passant par le Haut Col, retrouvent les Piévelus et se mêlent à eux, devenant naturellement les chefs de cette communauté. En 1300  T.A., ils s'installèrent dans les environs du village de Brie.
Les Fortauds sont restés sur les rives de l'Anduin jusqu'en 1150 T.A.. Ils traversent les Montagnes de Brume par le col de Cornerouge, puis se scindent en 2 groupes : certains s'établissent à l'Angle, mais beaucoup s'installent entre Tharbad et la frontière de la Dunlande. En 1356 T.A., ceux de l'Angle fuient la région et certains retournent s'installer dans les Champs de Flambes ; deux de leurs descendants auront une importance notable dans les événements postérieurs de l'Histoire de la Terre du Milieu : Déagol et son cousin Sméagol (plus tard connu sous le nom de Gollum), qui découvriront l'Anneau unique dans les profondeurs de l'Anduin en 2463 T.A.,.

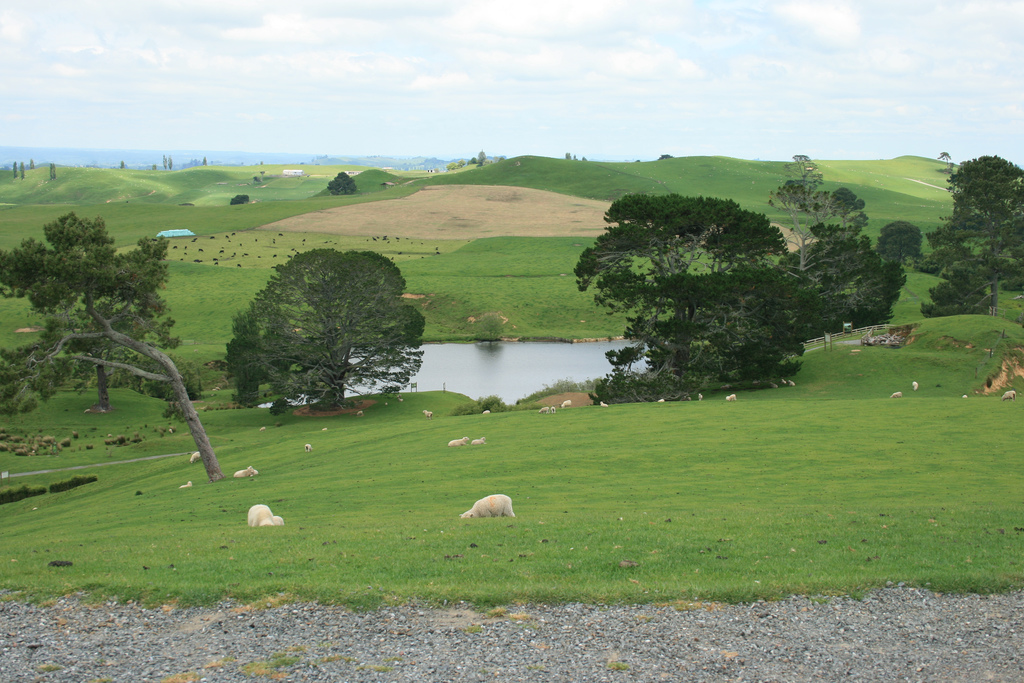
Matamata (Nouvelle-Zélande), le décor de la Comté dans la trilogie cinématographique du Seigneur des Anneaux, de Peter Jackson.

En l'an 1601 T.A., les frères Peaublêmes Marcho et Blanco, qui habitaient Brie, obtiennent la permission du roi d'Arthedain Argeleb II de coloniser les terres dépeuplées du centre de l'Eriador, jusque-là utilisées comme coteaux de chasse. Argeleb II pose trois conditions à cette concession : qu'ils reconnaissent son autorité royale, qu'ils aident les messagers et qu'ils maintiennent en bon état les ponts et chemins de leur nouvelle terre, baptisée le Comté. En l'an 1630 T.A., les Fortauds de la Dunlande arrivent en Comté et s'établirent dans le Quartier Sud et dans le Quartier Est. Les Hobbits tombent amoureux de leur nouvelle terre et donnent moins d'importance aux affaires à l'extérieur de leurs frontières, sortant très rarement de celles-ci. Six ans plus tard, la Grande Peste dévaste la Comté et, malgré de grandes pertes, les Hobbits survivent.
En l'an 1974 T.A., quelques archers Hobbits luttent dans la bataille de Fornost pour éviter la déroute de l'Arthedain et, après la chute du royaume et la mort du roi, les chefs des différentes familles hobbites élisent un gouvernant, le "Thain", comme représentant du roi jusqu'à son retour,. Les Hobbits vivent en paix durant plus d'un millénaire, protégés par les Coureurs du Nord.
En 2747 T.A., quand un groupe d'Orques mené par Golfimbul essaya d'envahir le Comté par le Quartier Nord, un groupe de Hobbits mené par Bandobras Touc les expulse au cours de la bataille des Champs Verts.
Enfin, au début du 4e millénaire, durant la Guerre de l'Anneau, le magicien Saruman envahit le Comté et commence son industrialisation, amenant à une misère générale des Hobbits et détruisant leur terre. De retour de leur aventure, Frodo Bessac, Samsaget Gamgie, Meriadoc Brandibouc et Peregrin Touc mènent à la bataille une troupe de Hobbits et parviennent à libérer la Comté dans la bataille de Belleau, instaurant à nouveau la paix. Les Hobbits réparent tous les dommages subis et l'année 3020 T. A. est la plus prospère de leur histoire.

## Hobbits remarquables
Plusieurs Hobbits sont des personnages très présents dans les romans, en particulier :
- Bilbon Sacquet (Bilbo Baggins) : porteur de l'Anneau et protagoniste du Hobbit, roman dans lequel Bilbon s'embarque dans une aventure avec le magicien Gandalf et en compagnie de douze nains menés par Thorin Lécudechesne. Dans cette aventure il découvre l'Anneau Unique du Seigneur Sombre Sauron, dont la destruction est racontée dans le Seigneur des anneaux.
- Frodon Sacquet (Frodo Baggins) : porteur de l'Anneau et protagoniste du Seigneur des anneaux. Neveu de Bilbon, celui-ci lui lègue l'Anneau et il est chargé de l'amener jusqu'au Mont du Destin afin de le détruire.
- Samsagace « Sam » Gamegie (Samwise « Sam » Gamgee) : jardinier et ami de Frodon, un des neuf membres de la Communauté  de l'Anneau et l'unique qui parvint avec le Porteur jusqu'à l'Orodruin pour détruire l'Anneau. Après la Guerre de l'Anneau il fut élu sept fois successives maire de la Comté.
- Meriadoc le Magnifique « Merry » Brandebouc (Meriadoc the Magnificient « Merry » Brandybuck) : ami de Frodon et un des neuf membres de la Communauté  de l'Anneau. Séparé du reste du groupe avec son cousin Pippin, il combat dans la Guerre de l'Anneau et postérieurement est nommé Maître du Pays-de-Bouc.
- Peregrin I « Pippin » Touc (Peregrin I « Pippin » Took) : ami de Frodon et un des neuf membres de la Communauté de l'Anneau. Séparé du reste du groupe avec son cousin Merry, il combat dans la Guerre de l'Anneau et postérieurement est nommé Thain de la Comté.
- Sméagol/Gollum : ce fut un ancien Hobbit corrompu par l'Anneau Unique, qui guida Frodon et Sam jusqu'au Mordor.
- Marcho et Blanco : deux frères Peaublêmes, fondateurs de la Comté.
- Tobold « Vieux Toby » Sonnecornet (Tobold « Old Toby » Hornblower) : inventeur et agriculteur originel de l'herbe à pipe sur la Terre du Milieu.
- Bandobras « Fiertaureau » Touc (Bandobras « Bullroarer » Took) : dirigeant des Hobbits au cours d'une des deux batailles livrées dans la Comté, la Bataille des Champs Verts.
- Gerontius « Le Vieux » Touc (Gerontius « The Old » Took) :  grand-père de Bilbon, il fut le plus vieux des Hobbits (sans compter Sméagol et Bilbon qui ont été aidés par l'anneau).

## Conception et évolution
« Dans un trou, vivait un hobbit[source insuffisante]… »

C'est par cette phrase qu'apparaît le terme hobbit pour la première fois dans les écrits de Tolkien. Dans une lettre à W. H. Auden, il indique que le roman The Marvellous Land of Snergs d'Edward Wyke-Smith (1927) lui inspira peut-être inconsciemment plusieurs caractéristiques des Hobbits : les Snergs sont des créatures de petite taille, aimant les fêtes et la nourriture, tout comme les Hobbits.
Au début, Tolkien disait que le mot « hobbit » lui avait été inspiré par le roman Babbitt, de l'écrivain Sinclair Lewis (1922), dans lequel le protagoniste, George F. Babbitt, « a la même étroitesse d'esprit bourgeoise que les Hobbits et son monde est le même endroit limité ». Avec la publication du Seigneur des anneaux, Tolkien suggère une origine anglo-saxonne du mot du vieil anglais holbytla, hole-builder, mot à mot « constructeurs de trous ». Mais le terme semble plutôt tiré d'un recueil de traditions folkloriques intitulé The Denham Tracts (1895). Le nom « hobbit » y figure, énuméré dans une longue liste de créatures magiques, et y est défini comme étant « une classe d'esprits ».

## Adaptations
- Le Hobbit, de Peter Jackson, série de trois films racontant les aventures de Bilbon.

## Après Tolkien
Avec les Nains et les Elfes, les Hobbits sont devenus une des figures les plus communes de nombreux genres fantastiques, aussi bien dans des jeux de rôle sur table que des jeux vidéo. Quelques exemples de jeux incluant des Hobbits : Disgaea: Hour of Darkness, Ultima et Donjons et Dragons. Cependant, le mot « hobbit » est devenu une marque commerciale déposée par le Middle-earth Enterprises ce qui en fait une des raisons pour lesquelles les autres œuvres de fantasy font référence aux Hobbits sous d'autres noms, couramment comme « Semi-hommes » (Halflings en anglais).
Le mot « hobbit » a également été utilisé par des ouvrages de vulgarisation scientifique pour désigner l'Homme de Florès, une espèce d'hominidé de petite taille.
En 1978, l'American Tolkien Society promulgue la Journée du Hobbit le 22 septembre, en l'honneur de la naissance de Bilbon et Frodon.